# Alida Olbers Wester
Pour les articles homonymes, voir Olbers et Wester.
Alida Olbers, épouse Wester (1842-1912), est une botaniste suédoise. Elle est connue pour ses études de l'anatomie végétale, en particulier de la structure du péricarpe,,,

## Écrits
- (sv) Olbers, Alida. (1887). Om fruktväggens byggnad hos Borragineerna, P. A. Norstedt.

## Sources
- (en) Mary R. S. Creese et Thomas M. Creese (coll.), Ladies in the Laboratory 2, Scarecrow Press, 2004, 290 p. (lire en ligne), p. 269

- (en) Cet article est partiellement ou en totalité issu de l’article de Wikipédia en anglais intitulé « Alida Olbers Wester » (voir la liste des auteurs).